# Bur Kalaluang
Bur Kalaluang är ett berg i Indonesien.   Det ligger i provinsen Aceh, i den västra delen av landet, 1 600 km nordväst om huvudstaden Jakarta. Toppen på Bur Kalaluang är 2 374 meter över havet, eller 145 meter över den omgivande terrängen. Bredden vid basen är 1,0 km.
Terrängen runt Bur Kalaluang är bergig åt sydväst, men åt nordost är den kuperad. Runt Bur Kalaluang är det glesbefolkat, med 13 invånare per kvadratkilometer. I omgivningarna runt Bur Kalaluang växer i huvudsak städsegrön lövskog.